# Lillharu
För andra betydelser, se Lillharun.
Lillharu är en ö i Finland. Den ligger i Norra Östersjön och i kommunen Pargas i den ekonomiska regionen  Åboland i landskapet Egentliga Finland, i den sydvästra delen av landet. Ön ligger omkring 94 kilometer sydväst om Åbo och omkring 200 kilometer väster om Helsingfors.
Öns area är 0,4 hektar och dess största längd är 90 meter i sydöst-nordvästlig riktning.